# AIMMS
AIMMS (англ. Advanced Interactive Multidimensional Modeling System, буквально «система сучасного інтерактивного багатовимірного моделювання») — програмний комплекс, що призначений для моделювання і розв'язання великомасштабних задач оптимізації і планування.
Він складається з алгебраїчної мови моделювання, інтегрованого середовища розробки для редагування моделей і створення графічного інтерфейсу користувача навколо цих моделей, а також графічне середовище кінцевого користувача.
AIMMS пов'язана з декількома розв'язувачами через відкритий інтерфейс розв'язувача AIMMS (AIMMS Open Solver Interface).
Підтримувані розв'язувачі: CPLEX, Gurobi, MOSEK, CBC, Conopt, MINOS, IPOPT, SNOPT і KNITRO.

## Особливості
AIMMS підтримує суміш декларативного і імперативного стилів програмування. Розробка моделей оптимізації відбувається через декларативні елементи мови, такі як множини та індекси, а також скалярні і багатовимірні параметри, змінні й обмеження, які є загальними для всіх мов алгебраїчного моделювання, і дозволяють коротко записати більшість задач у галузі математичної оптимізації. Одиниці вимірювання від початку підтримуються в мові, аналіз одиниць може бути виконаний в період компіляції і виконання для виявлення помилок моделювання.